# Michael Righeira
Stefano Rota, mer känd under artistnamnet Michael Righeira, född 1 oktober 1961 i Turin, är en italiensk sångare, låtskrivare, musiker och skådespelare. Rota var en av medlemmarna i italo disco-duon Righeira.

## Uppväxt
Michael Righeira föddes som Stefano Rota den 1 oktober 1961 i Turin. Han var son till Giuseppe och Giovanna Rota. Rota gick under sina tonår på gymnasiet Albert Einstein i Turin, där han mötte sin skolkamrat Stefano Righi för första gången.

## Karriär

### Righeira
År 1983 började Rota uppträda tillsammans med sin före detta skolkamrat Stefano Righi och bildade musikduon Righeira. De skrev ett kontrakt med bröderna La Bionda och utgav sin första hitsingel, "Vamos a la playa", samma år. Med La Bionda som sina producenter fick Righi och Rota en chans att kunna experimentera med sitt eget sound. Som en duo fungerade både Righi och Rota som sångare och låtskrivare, trots att Righi skrev och komponerade de flesta av Righeiras låtar. Rota har varit med och skrivit några av Righeiras tidiga hits, inklusive "Hey Mama" och "L'estate sta finendo".
Under våren 1983 utgav Righeira Rotas verk "No Tengo Dinero", som skrevs tillsammans med Michelangelo och Carmelo La Bionda. Låten fanns med på duons debutalbum, Righeira, och blev deras tredje singel. Den klättrade på de europeiska listorna tillsammans med "Vamos a la playa" och upprättade samtidigt ett rykte som gjorde att Righeira blev en ny och ledande dansduo i Italien. Rota kom med idén till låten och skrev större delar av texten som senare fick kompletterades på grund av kritik från La Bionda. Righeira producerade senare en animerad musikvideo till låten.
Efter Righeiras första upplösning 1992 började Rota studera juridik och litteratur. Han studerade fram till år 2000, ett år efter att duon hade börjat uppträda tillsammans igen.

### Skådespeleri
Utöver sitt arbete tillsammans med Righi och Righeira har Rota sedan tidig ålder arbetat som skådespelare. År 1985 spelade Rota i en sketch tillsammans med skådespelaren och komikern Enrico Beruschi till den italienska TV-serien Drive In som sändes via nationell television. Tre år senare, 1988, dök han upp i TV-programmet La TV delle ragazze tillsammans med skådespelerskan Maria Amelia Monti.

## Privatliv

### Loredana Cazzola
År 1990 gifte sig Rota med Loredana Cazzola, en affärskvinna från Schio. Paret möttes för första gången 1988.

### Stefano Righi
Rota blev bekant med Righi under tiden som de båda gick på gymnasiet Albert Einstein i Turin. I början av deras musikaliska karriär sägs det att de två hade tröttnat på sin "banala vänskap" och till slut blev "musikaliska bröder" när de började turnera seriöst. Under senare år har de två vuxit ifrån varandra, en anledning är den andra upplösningen år 2016.